# جي بي دي فورميس 2014
جي بي دي فورميس 2014 (بالفرنسية: Grand Prix de Fourmies 2014)‏  هو سباق دراجات هوائية، وهو الموسم رقم 82 من السباق، وأقيم في 7 سبتمبر 2014، وامتدّ لمسافة 205 كيلومتر، وهو أحد سباقات طواف أوروبا للدراجات 2014، وهو من نوع سباق يوم واحد، وهو من نوع سباق الدراجات، وقد شارك في السباق 151 متسابقاً ووصل إلى نهايته 126 متسابقاً.
فاز فيه بالمركز الأول جوناس فان جينشتن، وبالمركز الثاني توم فان أسبروك، وبالمركز الثالث إيليا فيفياني.

## الفائزون
| الترتيب | الفائز           |
| ------- | ---------------- |
| الفائز  | جوناس فان جينشتن |
| الثاني  | توم فان أسبروك   |
| الثالث  | إيليا فيفياني    |